# Jean-Paul Soulillou
Jean-Paul Soulillou, né le 7 août 1944 à Florimont-Gaumier (Dordogne). Il fut  professeur d'immunologie à la Faculté de médecine de l'université de Nantes et fondateur/directeur de l'Institut de Transplantation et de Recherche en Transplantation (ITERT) du CHU de Nantes. Jean-Paul Soulillou a dirigé plusieurs Unités de recherche INSERM dédiées à l'immunointervention dans les allo- et les xénotransplantations et aux mécanisme de la tolérance immunitaire,, Il a fondé plusieurs entreprises de biotechnologie.

## Biographie
Après des études de médecine à Bordeaux, il devient interne des Hôpitaux de Nantes en 1968 et obtient des certificats d’études spécialisées en immunologie (université d’Angers) et de néphrologie (Université de Nantes). Il effectue son service militaire en coopération en Tunisie à Tabarka et à l'hôpital Charles Nicolle, Tunis. En 1974, il est nommé Research fellow de Harvard Medical School dans le laboratoire de CB Carpenter et JP Merrill au Peter Ben Brigham hospital,  Boston (Massachusetts).
De retour en France, il devient  professeur d’Immunologie clinique à la faculté de médecine de Nantes en 1980. Il est aujourd’hui professeur émérite.
Il est le premier président de Atlantic Biotherapies, de 2005 à 2008.
Avec Jean-Michel Dubernard, il impulse la création de la fondation de coopération scientifique Centaure  en 2007, dont il devient le directeur.

## Distinctions
- 1989 : Prix Deneboube/Bayonne (Ligue nationale contre le cancer)
- 1998 : Prix L. Binet (Fondation pour la recherche médicale)
- 1998 : Prix des sciences biologiques et médicales du Comité du rayonnement français (Académie des sciences)
- 2002 : Prix Eloi Collery (Académie nationale de médecine)[3]
- 2008 : The Transplantation Society Recognition Award for “Outstanding Achievement in Transplantation Science” (BASIC)[4]
- 2012 : Prix d'honneur (Inserm)[5],[6]
- 2016 : Medawar Prize (The Transplantation Society)[7]

## Publications
La liste des publications de Jean-Paul Soulillou est accessible directement sur PubMed